# 澳門文華東方酒店
澳門文華東方酒店（Mandarin Oriental, Macau）為澳門一所五星級酒店，位於澳門新口岸新填海區孫逸仙大馬路945號，相鄰澳門壹號廣塲。於2010年6月29日開業，由文華東方酒店集團管理，設有186間客房及27間豪華套房，是澳門唯一不設娛樂場之五星級豪華酒店。

## 歷史
舊有的澳門文華東方酒店位於澳門市中心的友誼大馬路，鄰近外港碼頭，曾是澳門第一間外資酒店，現已更名為澳門雅辰酒店，而該酒店由雅辰集團管理。

## 交通配套

### 公共巴士
M268 城市日前地（Praceta 24 de Junho）
路線：7、29、50、50B、60、MT1、MT2、N1A、N2

### 其他
文華東方酒店設有來往酒店與各出入境口岸的接送服務。